# Kneževi Vinogradi
Kneževi Vinogradi – wieś w Chorwacji, w żupanii osijecko-barańskiej, w gminie Kneževi Vinogradi. W 2011 roku liczyła 1657 mieszkańców.